# La estanquera de Vallecas (obra de teatro)
La estanquera de Vallecas es una obra de teatro de José Luis Alonso de Santos, estrenada en 1981.

## Argumento
Leandro, un albañil en paro, y Tocho, un chaval amigo suyo, entran en un estanco del barrio madrileño de Vallecas con intención de perpetrar un atraco, pero la inesperada reacción de la señora Justa, la estanquera, se lo impide. Los vecinos fuera, gritan y amenazan, y a los asaltantes no les queda más remedio que atrancar la puerta del local. Alertada por los vecinos llega la policía y, tras desalojar la plaza, ésta toma posiciones en espera de los acontecimientos. En el interior del estanco, el enfrentamiento entre los dos amigos y sus "rehenes", la estanquera y su nieta Ángeles, va relajándose, y una incipiente simpatía surge entre ellos.

## Representaciones
La obra se estrenó el 11 de diciembre de 1981 en la Sala Gayo Vallecano, de Madrid, y fue puesta en escena por el grupo Espolón del Gallo. La dirección artística corrió a cargo de Juan Pastor y Mercedes Sanchís la estanquera titular.
El 14 de abril de 1984 se emitió en el programa de televisión Taller de Teatro, de La 2 de TVE, con realización de Francisco Montolio, presentación de Rosana Torres e interpretada por el Grupo Amateur de Teatro de Ibiza.
En 1985 se representó en el Círculo de Bellas Artes y en el Teatro Martín de Madrid, con Conchita Montes en el papel de La estanquera, Manuel Rochel, Miguel Nieto, Beatriz Bergamín y Eduardo Ladrón de Guevara.
Finalmente, en 1987, Eloy de la Iglesia llevó al cine la película del mismo título con Emma Penella, José Luis Gómez, José Luis Manzano y Maribel Verdú.
- Datos: Q5966610